# This American Life
This American Life est une émission radiophonique américaine créée et animée par Ira Glass et produite par la station de radio publique WBEZ basée à Chicago. Elle est diffusée aux États-Unis sur les stations du réseau Public Radio International, au Canada sur les stations du réseau public CBC Radio One et en Australie sur les stations du réseau ABC.
This American Life est une émission mélangeant documentaire radiophonique, reportage sonore, journalisme d'investigation, monologue, réflexion philosophique autour d'un thème donné, en mettant un accent particulier sur la forme narrative qui constitue l'un des éléments caractéristiques de son identité.

## Historique

### Genèse
L'idée de l'émission trouve son origine deux ans avant son lancement en 1995 ; WBEZ, principale station de radio publique de Chicago, soumet à la fondation philanthropique MacArthur un projet d'émission culturelle surnommé Maxwell Street, dont le but est de donner un temps d'antenne à des artistes de Chicago. La fondation, intéressée par le projet, exige que celui-ci soit réalisé par un producteur d'expérience. Ira Glass, collaborateur à NPR durant 18 ans, anime alors sur WBEZ, avec Gary Covino, une émission culturelle mêlant narration, musique et art, intitulée The Wild Room et diffusée en direct chaque vendredi soir sur la radio publique,.
La fondation effectue une première donation de 6 000 US$ pour produire trois pilotes d'émission. L'émission doit s'intituler « Your Radio Playhouse », a une durée d'une heure et son concept est l'exploration d'un thème donné à travers des histoires et monologues narrés à l'antenne. Ira Glass explique que le programme a pour but de faire une place sur les ondes publiques au travail d'auteur et d'écrivain. Le programme est comparé par plusieurs observateurs à l'émission A Prairie Home Companion de Garrison Keillor, et qualifié de version « urbaine » ou « hipster » de cette dernière,.
Les premiers pilotes étant concluants, la fondation verse une somme de 150 000 US$ pour financer une première année de diffusion hebdomadaire et sa syndication sur les stations à l'échelle nationale,. Le reste du financement est assuré par le National Endowment for the Arts à hauteur de 17 100 US$ et de la fondation Elizabeth-Cheney à hauteur de 25 000 US$,.

### Lancement
La diffusion du premier numéro est programmée pour le 17 novembre 1995. L'émission est diffusée chaque vendredi soir, à 19 heures, et rediffusée le lendemain à la même heure.
Le premier épisode, intitulé « New Beginnings » (« Nouveau commencement »), voit la participation de Joe Franklin (en), personnalité historique de la télévision, du premier rédacteur en chef de Wired Kevin Kelly, ainsi que de l'artiste et réalisateur local Lawrence Steger. Plusieurs personnalités du monde des lettres collaborent également tant aux pilotes qu'aux premières émissions. L'écrivain David Sedaris écrit une partie du troisième opus Poultry Slam, la femme de lettres Sandra Tsing Loh (en) et la poétesse participent au premier pilote (qui sera le septième épisode).
L'émission adopte son nom définitif le 21 mars 1996, lors du 17e épisode intitulé « Name Change » (« Changement de nom ») et ne comportant aucun thème précis. L'émission n'est jusqu'alors diffusée que sur la seule station de Chicago ; c'est en juin 1996 que l'émission commence à être syndiquée, soit distribuée à d'autres stations partenaires d'un même réseau de radio. Le Chicago Tribune rapporte ainsi, dans un article du 28 juin 1996, que 39 stations de radio publiques diffusent l'émission à travers les États-Unis.

## Audience
En 2012, l'émission a une audience d'environ 1,8 million d'auditeurs chaque semaine, et son podcast sur l'iTunes Store est le plus téléchargé aux États-Unis et au Canada toutes catégories confondues,. L'émission a reçu de nombreux prix, dont sept Peabody Awards en 1996, 2006, 2008, 2013, 2014, 2015 et 2016, et le prix Pulitzer en 2020.

## Journalistes
- Rachel Louise Snyder, journaliste d'investigation